# Brauerei Haberstumpf
Die Brauerei Haberstumpf ist eine kleine, private oberfränkische Brauerei.

## Lage
Die Brauerei Haberstumpf befindet sich in Trebgast, in unmittelbarer Nähe der als „Bierstadt“ bekannten Kleinstadt Kulmbach in Oberfranken, der Region mit der höchsten Brauereidichte der Welt.

## Geschichte
Der Vorläufer der Brauerei, die „Schenckstatt“ (also ein Ausschank) wurde 1394 erstmals urkundlich erwähnt und befand sich auf dem Kirchplatz. 
Im Jahr 1531 wurde den Gebrüdern Schmidt das „Recht zu preuen und zu mulzen“ bestätigt.
Von 1813 bis 1948 war die Brauerei im Besitz der Familie Haberstumpf. Als im August 1948 August Haberstumpf in der Brauerei tödlich verunglückte, ging die Brauerei an seine Nichte Helga Wernlein über, die diese an ihren Sohn Hans Wernlein vererbte.
Im Jahr 2017 geriet die Brauerei in eine wirtschaftliche Schieflage, die zur zeitweisen Einstellung der Produktion führte.
Im Herbst 2019 erwarb der Kulmbacher Unternehmer Bernd Förtsch die Brauerei Haberstumpf.

## Biersorten
Die Brauerei Haberstumpf braut verschiedene immer verfügbare oder auch saisonale Biere unter den Bezeichnungen „Gagelmännla“, „Zunft-Pils“, „Der weiße August“, „Die schwarze Kunni“, „Helles Vollbier“, „Zwicklbier“, „Kellerkrönla“ und „Hopfenbock“.
Im Jahr 1991 braute Haberstumpf als erste Brauerei ein „Zwickl“-Bier, das die Brauerei als „Federweißer unter den Bieren“ vermarktete.
Im August 1993 braute Haberstumpf erstmals ein Bio-Bier unter dem Namen „Landkrönla“ und war damit ein Vorreiter der Bio-Bewegung.